# Vajira
La princesa Vajira, también conocida como Vajirakumari, fue emperatriz del Imperio Magadha, habiendo sido la principal consorte del emperador Ajatashatru que reinó en el período 493 a. C.-461 a. C., y fue contemporáneo de Buda. Era la madre del sucesor de su marido, el emperador Udayibhadra.
Vajira fue nombrada princesa del  Reino de Kosala, antiguo reino belicoso del norte de la India. Provenía de una familia que descendía de Mathavia Videgha y era hija de los reyes Pasenadi y Mallika. También era sobrina de su suegra, la emperatriz Kosala Devi, primera esposa y consorte principal del emperador Bimbisara y hermana del rey Pasenadi.

## Vida

### Nacimiento
Vajira o Vajirakumari era hija de la reina principal de Pasenadi, Mallika. Según la tradición de Pali, su madre era una hermosa hija del principal fabricante de guirnaldas de Kosala. Cuando nació la princesa, su padre estaba aparentemente decepcionado al oír que el nacido era una niña, pero Buda le aseguró que las mujeres a veces eran más sabias que los hombres.

### Matrimonio
Los acontecimientos que llevaron a su compromiso y eventual matrimonio con Ajatashatru fueron que su marido libró una guerra contra el reino de su padre tras la muerte de Bimbisara, y la causa del conflicto fueron los ingresos procedentes de la herencia de Kashi, que fue donada como dote a Kosala Devi en su matrimonio con Bimbisara. Después de la muerte de Kosala Devi, Pasenadi confiscó inmediatamente los ingresos de la citada herencia, que se le habían adjudicado como dinero para gastos menores, lo que dio lugar a hostilidades entre él y Ajatashatru.
El duelo entre Ajatashatru y su padre fue un largo asunto en el que la fortuna favoreció alternativamente a cada combatiente. Sin embargo, Pasenadi salió victorioso y llegó a un acuerdo con su sobrino. Le entregó la mano de Vajira, de diecisiete años, en matrimonio. La herencia de Kashi, que había sido la causa del conflicto, fue entregada a su hija, Vajira, como parte de su dote en su matrimonio con Ajatashatru. Pasenadi también asignó los ingresos de la herencia de Kashi a Vajira.